# Crkva sv. Ivana Nepomuka i sv. Roka u Metkoviću
Crkva sv. Ivana Nepomuka i sv. Roka je mala rimokatolička crkva koja se nalazi na gradskom groblju u Metkoviću na vrhu brežuljka Predolac. Crkvica pripada župi sv. Ilije.
Crkva je izgrađena oko 1850. godine i već od 1855. godine ispred crkve počinju i prvi ukopi. Do tada je groblje u Metkoviću bilo malo niže na padinama Predolca kod župne crkve sv. Ilije. Nakon što je 1867. godine srušena stara župna crkva i počela izgradnja nove, groblje je u potpunosti preseljeno na lokaciju ispred crkve sv. Ivana i sv. Roka. Već nakon Drugog svjetskog rata groblje se proširilo i iza crkve, a od tada do danas se neprestano širi.
Kako se nalazi na vrhu brda Predolac i na vrlo važnoj strateškoj točki groblje je u svim ratovima bilo korišteno kao svojevrsna utvrda i vojni logor. Tako je od 1878. do 1889. bilo otežano ukapanje na groblju, jer je postao vojni logor austro-ugarske vojske u borbi za zaposjedanje Bosne i Hercegovine. U Drugom svjetskom ratu bila je tu baza talijanske i njemačke vojske, a bila je i važna obrambena točka Hrvatske vojske u Domovinskom ratu.

## Vanjske poveznice
- Službene mrežne stranice Župe sv. Ilije u Metkoviću  Arhivirana inačica izvorne stranice od 18. prosinca 2014. (Wayback Machine)